# Hydrelia latsaria
Hydrelia latsaria är en fjärilsart som beskrevs av Charles Oberthür 1893. Hydrelia latsaria ingår i släktet Hydrelia och familjen mätare. Inga underarter finns listade i Catalogue of Life.